# Qadisiyah Saddam
Skibet Basrah Breeze som diktator Saddam Hussein fik bygget på Helsingør Værft i 1980-81 havde plads til 35 personer ombord og var udstyret med 14 kahytter, Skibet måler 82 meter i længden og kostede diktatoren over 200 millioner kroner, Saddam Hussein nåede aldrig at sætte sine fødder på skibet. Skibet er i dag et stort luksus hotel.